# CSP International Fashion Group
CSP International Fashion Group S.p.A. è un'azienda italiana del settore tessile specializzata nella produzione di collant e intimo, con sede nel distretto industriale di Castel Goffredo (Mantova) definito "La città della calza".

## Storia
Nel 1944, durante l'occupazione tedesca, Cuvier Boni intraprese l'attività di commerciante di calze prodotte nella zona. Con i primi risparmi e molti sacrifici, dopo aver imparato il mestiere decide di mettersi in proprio e fonda il Calzificio Reggiano, un piccolo laboratorio artigianale a Reggio Emilia. Boni fonda nel 1948 il Calzificio Sanpellegrino che produce calze per uomo, donna e bambino a livello industriale.
All'inizio del 1970 il Calzificio Sanpellegrino collabora con la Tintoria Fratelli Bertoni di Ceresara che effettuava la lavorazione esterna legata alla tintura dei collant. Nel 1972, grazie anche alla collaborazione di Giulio Perlasca, titolare di uno stabilimento nel comasco specializzato nella torcitura e testurizzazione dei filati per calzetteria, si realizza la nascita del Calzificio Sanpellegrino. Nel 1990 viene aperto un nuovo stabilimento a Rivarolo del Re, in provincia di Cremona. La capacità produttiva annuale della società che passa da 27 milioni di paia di calze e collant da donna prodotti nel 1991 a circa 47 milioni di paia nel 1996. In questo periodo il Calzificio Sanpellegrino occupava un'area di circa 120.000 metri quadrati. L'organizzazione di vendita è impostata su due linee: Sanpellegrino Calze, destinata all'ingrosso e alla grande distribuzione e Oroblù destinata al dettaglio più qualificato inoltre la metà della produzione veniva esportata. Nel 1991 viene costituita una società paritetica con il gruppo Benetton.
Prima della quotazione in borsa avviene la ridenominazione dell'azienda in CSP International S.p.a.; che nel 2007 viene integrata con CSP International Fashion Group S.p.a. come conseguenza delle acquisizioni di marchi complementari al proprio core business.

## Struttura del Gruppo
CSP International Fashion Group S.p.a. (IT), è la capogruppo ed oggi è titolare di marchi propri quali Sanpellegrino Calze, Oroblù, Lepel, Cagi, Perofil, Luna di Seta, PRF e i marchi di terzi quali Well e Le Bourget, posseduti attraverso la società CSP Paris Fashion Group sas, interamente partecipata.
Oroblù USA LLC società statunitense, è nata nel primo semestre del 2009, con lo scopo di garantire un migliore livello di servizio al cliente americano ed al tempo stesso di promuovere l'inserimento del marchio Oroblù presso i più importanti centri commerciali americani, è partecipata per una percentuale pari al 98%.
In ultimo Oroblù Germany GmbH società tedesca, interamente partecipata costituita nel 2013 per poter garantire una maggiore efficienza nella distribuzione sul suolo tedesco.

## Acquisizioni
Nel 1999 acquista Le Bourget, nota azienda francese che rappresenta la terza azienda del mercato calze e collant dell'oltralpe con i suoi 35 milioni di paia di collant venduti con i marchi Le Bourget e Bomo. Il fatturato nel 1999 di 292 milioni di franchi francesi (circa 40 milioni di Euro). Le Bourget, che realizza solo 1/4 della produzione all'interno dell'azienda, sfrutta le sinergie grazie alle strutture produttive automatizzate di CSP International Fashion Group S.p.A.
Il 2001 CSP International Fashion Group S.p.A. acquista il marchio Lepel, con una consolidata posizione nel mercato della corsetteria e con una particolare specializzazione per i reggiseni, tra cui il Belseno. L'acquisizione consente di accelerare la diversificazione nel mercato dell'intimo e offre a Lepel ulteriori opportunità di sviluppo, attraverso sinergie di prodotto e distribuzione.
Con l'acquisizione del gruppo francese WELL, che occupa la seconda posizione nel mercato francese della calzetteria femminile con una media di 25 milioni di paia di calze e rappresenta una quota di mercato pari al 20%, CSP International Fashion Group S.p.A. continua il suo progetto di espansione. La calzetteria rappresenta l'80% dei ricavi, mentre il restante 20% è realizzato con la vendita di corsetteria commercializzata in gran parte a marchio WELL ed in misura non significativa con marchio in licenza Élite.
Nel 2012 CSP International Fashion Group S.p.A. acquista l'azienda Cagi.
A maggio 2017, CSP International Fashion Group S.p.A. ufficializza l'acquisizione di Perofil Fashion S.r.l, azienda specializzata nell'intimo maschile e nella lavorazione della seta.

## Comunicazione
La comunicazione di Sanpellegrino Calze ha utilizzato testimonial come Antonio Banderas e Valeria Mazza.
Oroblù utilizza mezzi di comunicazione a mezzo stampa e sul web. Il lancio della linea beachwear uomo e donna è stato supportato dalle testimonial Martina Colombari e Alessandro Costacurta.
Lepel si è storicamente avvalso della notorietà di testimonial che si sono succeduti nel tempo come Francesca Dellera, Paola Barale, Ornella Muti, Natalia Estrada, Aída Yéspica, Megan Gale e Vittoria Belvedere.
La comunicazione di Le Bourget in Francia si avvale di mezzi quali affissione e stampa specializzata di settore.